# Fem la República Catalana

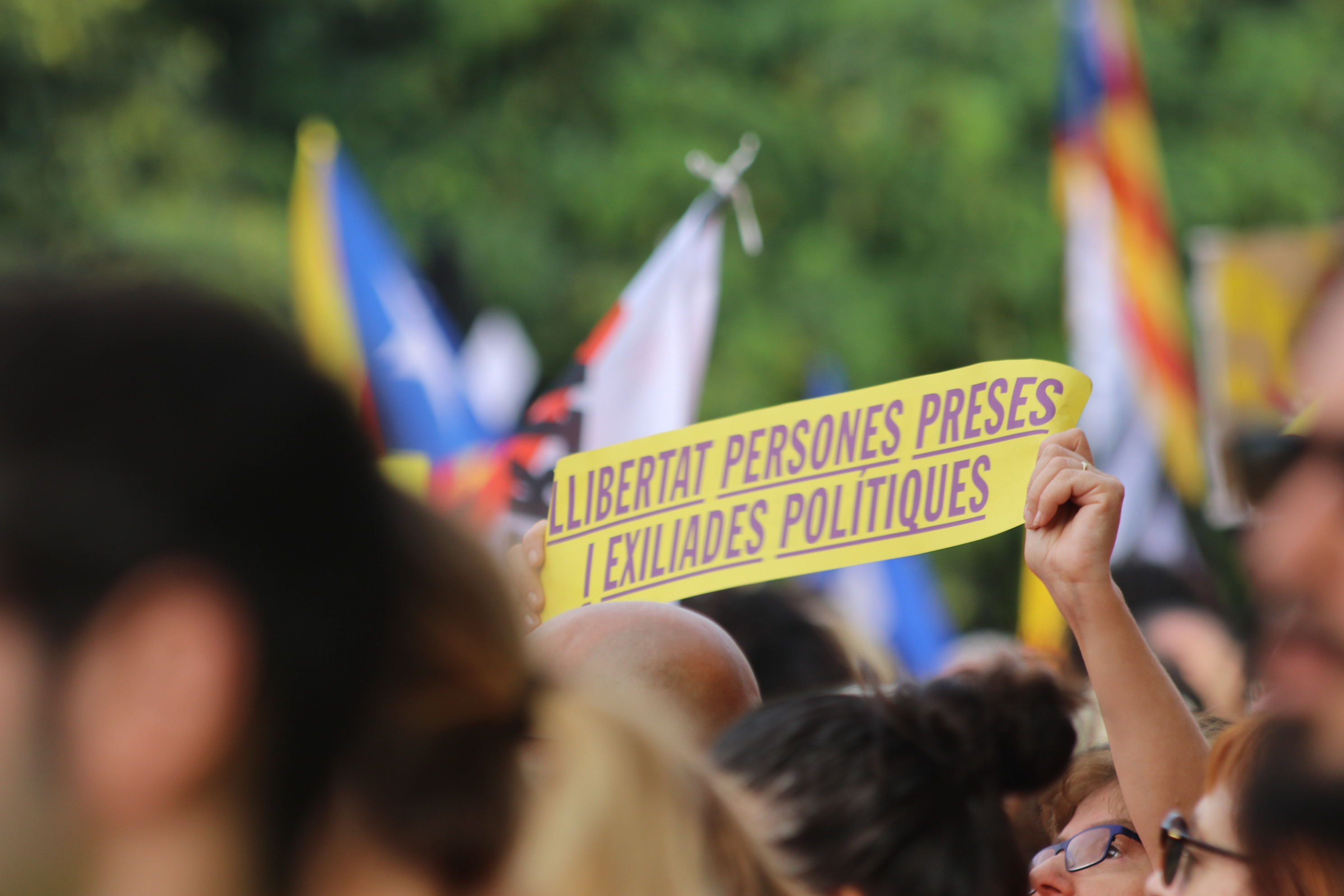
Imatge de la manifestació de la Diada del 2018

Fem la República Catalana és una concentració que es va dur a terme a l'Avinguda Diagonal de Barcelona el dia onze de setembre de 2018 amb l'objectiu de reivindicar la independència de Catalunya. La Guàrdia Urbana de Barcelona va xifrar en prop d'un milió de persones la participació en l'esdeveniment.

## Història

### Anys anteriors
Històricament la Diada Nacional de Catalunya ha servit al col·lectiu independentista per a reclamar la llibertat del territori català. El 2012, amb la Manifestació «Catalunya, nou estat d'Europa», es va massificar l'acte per primera vegada, amb una participació entre 600.000 i 1.500.000 persones reclamant la independència. L'any següent es va organitzar la Via Catalana, que emulava la Via Bàltica realitzada el 1989 per a demanar la independència dels Països Bàltics. El 2014, es va organitzar una gran manifestació a Barcelona, coneguda amb el nom de Via Catalana 2014, on més d'un milió i mig de persones es van congregar a l'avinguda de la Diagonal i a la Gran Via de les Corts Catalanes formant una V per demanar la independència de Catalunya. Un any després es va realitzar una gran concentració a Barcelona, coneguda amb el nom de Via Lliure. El 2016 es va diversificar. Sota el lema A punt es van organitzar diverses concentracions a Barcelona, Berga, Lleida, Salt i Tarragona. La Diada de 2017 es va produir un cop aprovada la Llei del referèndum d'autodeterminació de Catalunya i en un moment de xoc de legitimitats entre el Govern d'Espanya i el de la Generalitat de Catalunya.

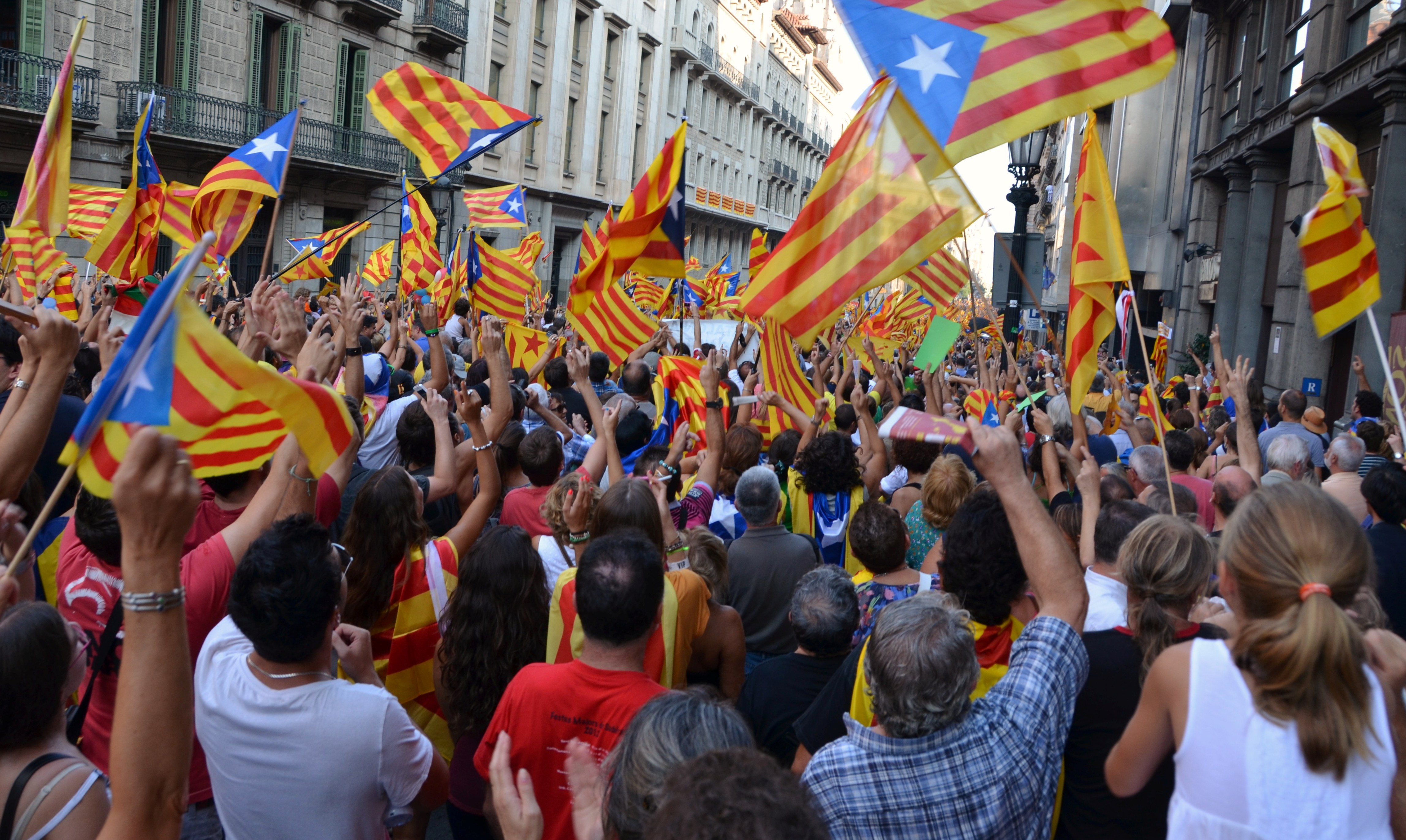
Manifestació «Catalunya, nou estat d'Europa» (2012)
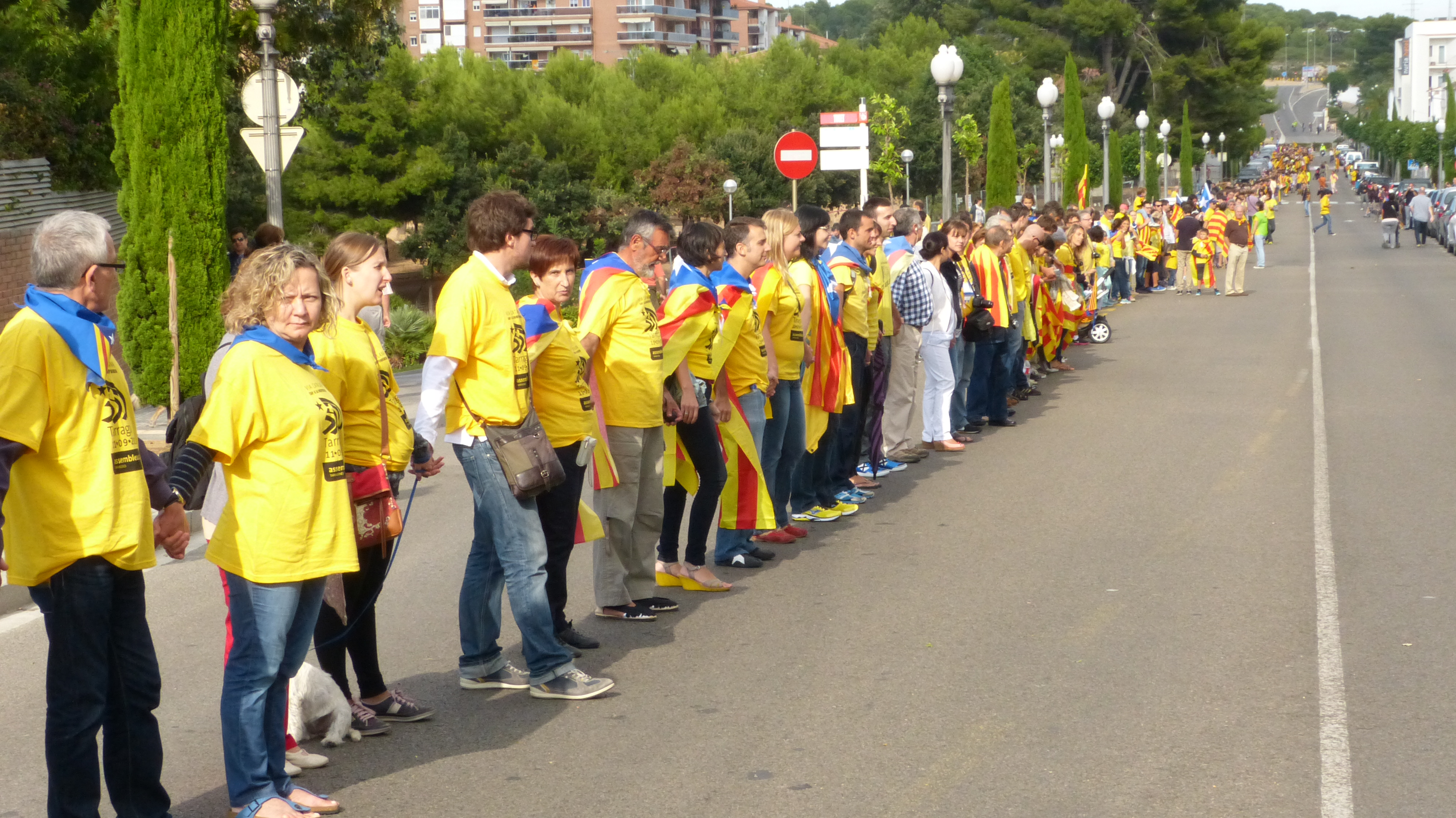
Via Catalana (2013)
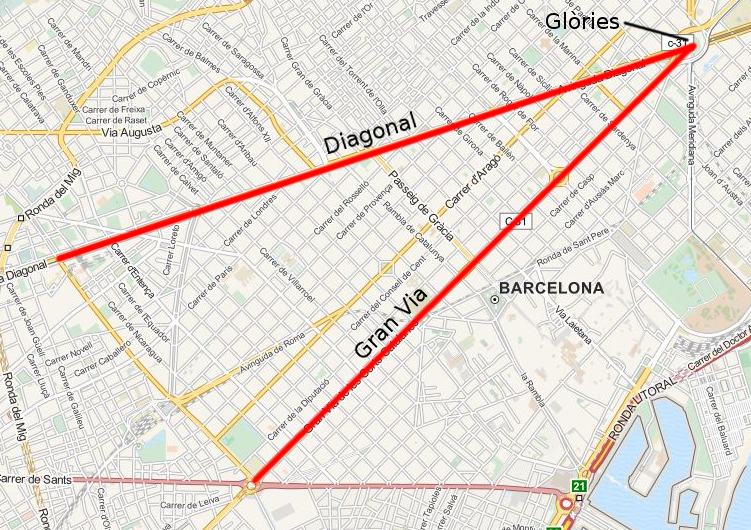
Via Catalana 2014
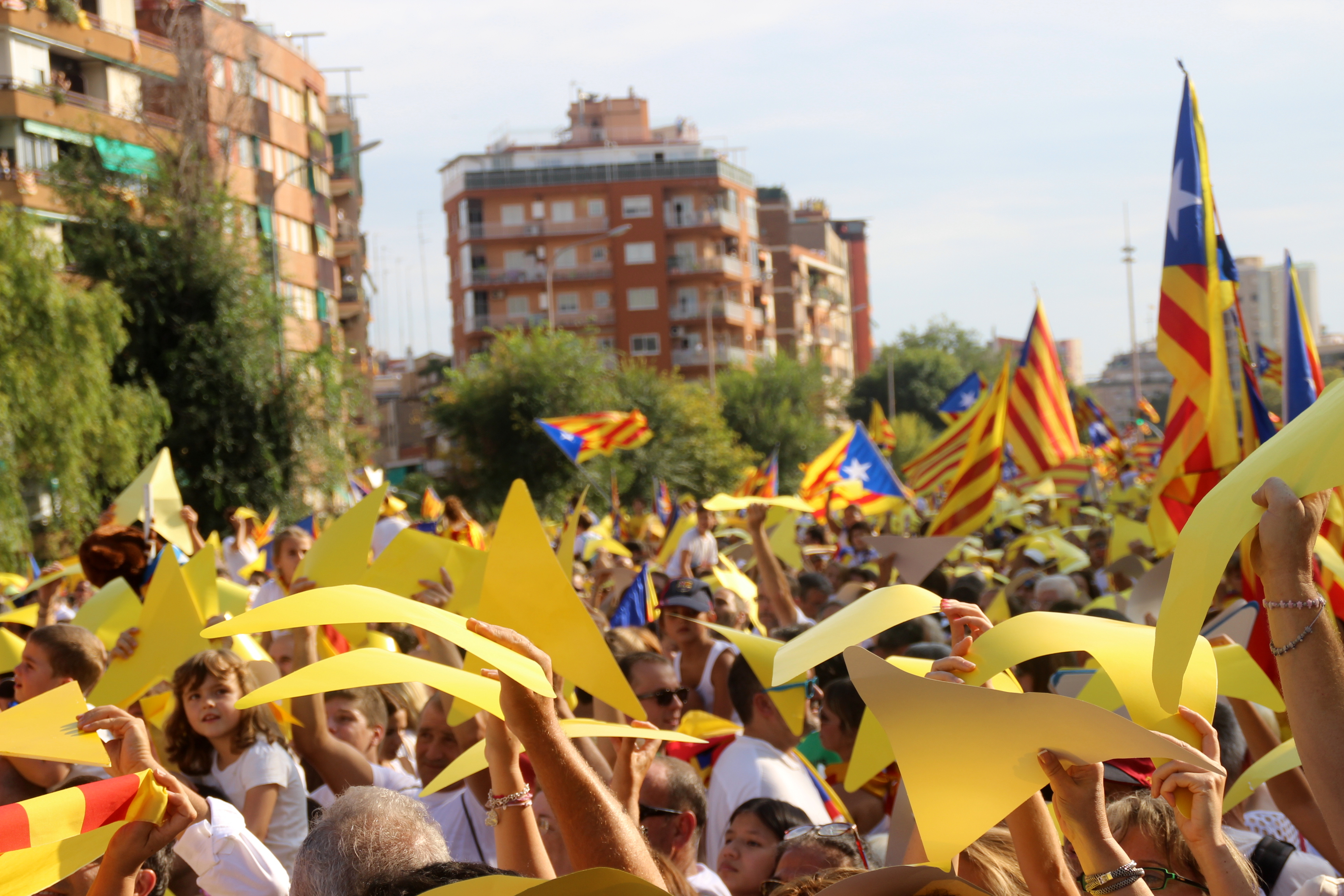
Via Lliure (2015)
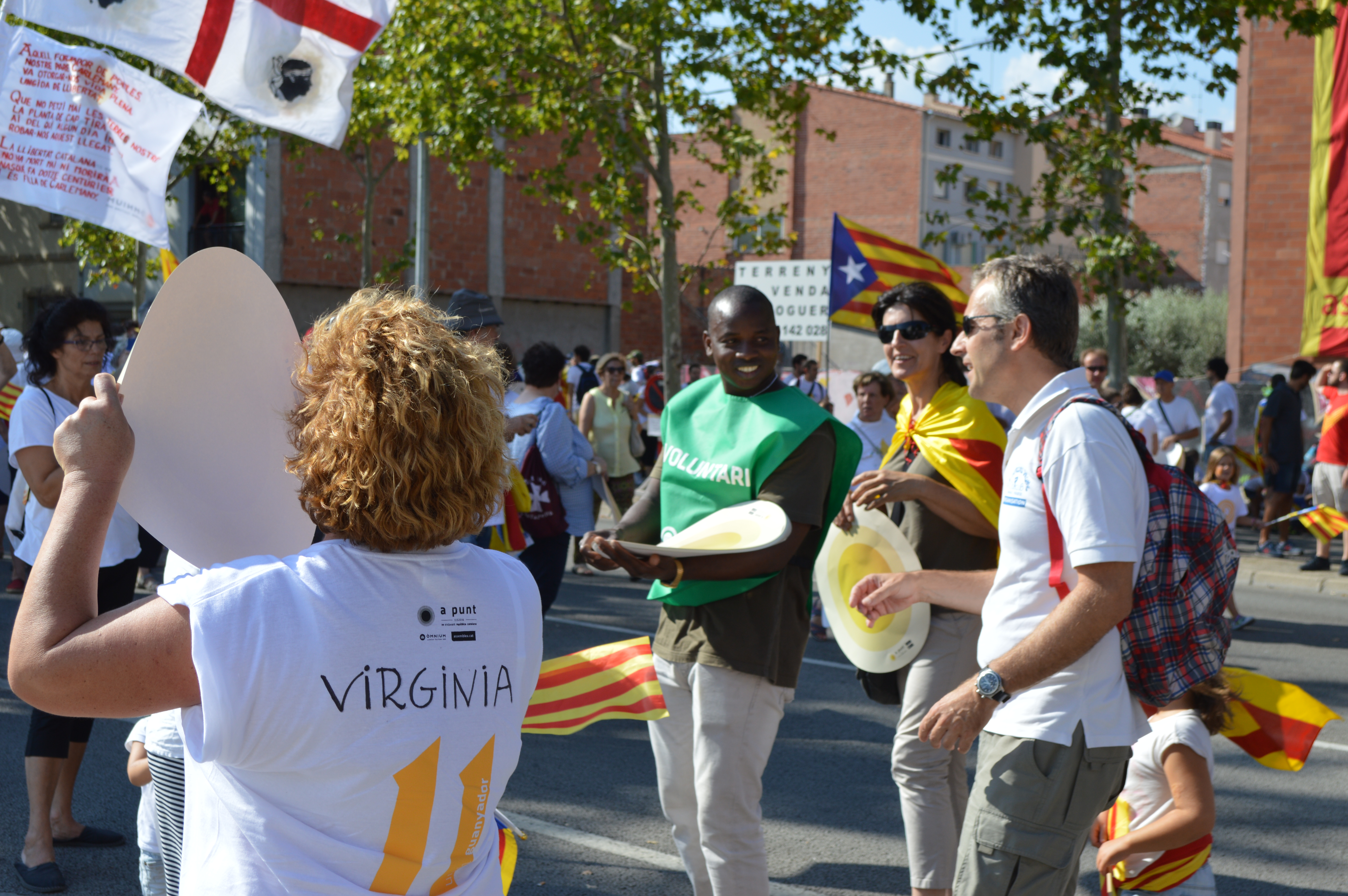
A punt (2016)
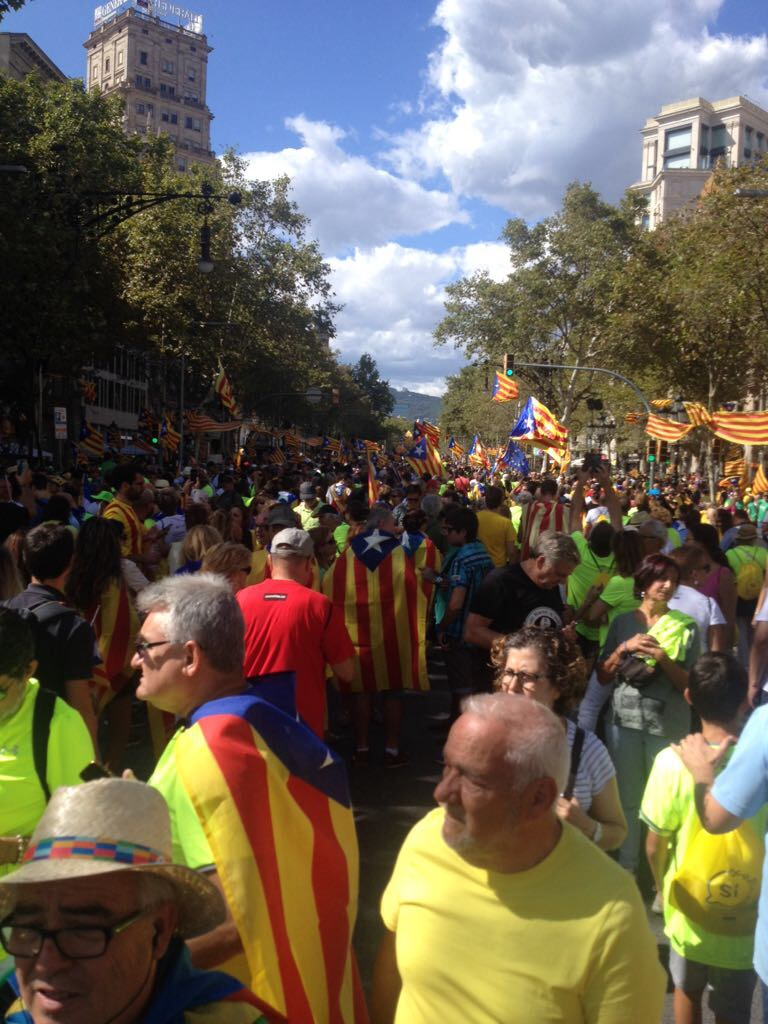
La Diada del Sí (2017)

## Repercussió internacional
A escala internacional, l'acte va despertar l'atenció de mitjans de comunicació d'arreu del món, com el New York Times, Le Monde, The Guardian o la BBC, entre molts d'altres.